# Karin Lundgren

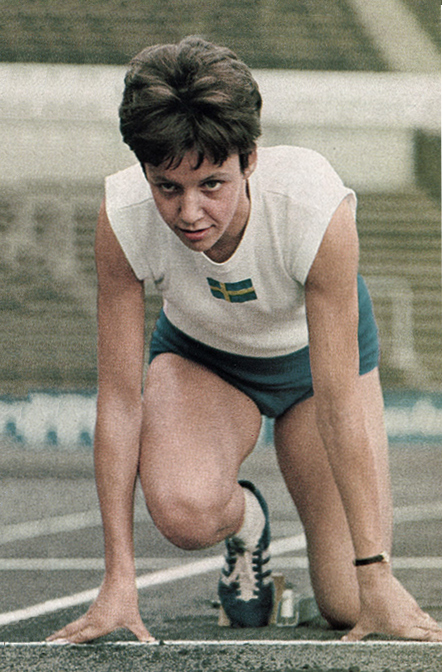
Karin Wallgren, 1967

Karin Lundgren (Karin Elisabeth Lundgren, geb. Wallgren; * 19. Mai 1944 in Göteborg) ist eine ehemalige schwedische Sprinterin.
Bei den Europameisterschaften 1966 in Budapest erreichte sie über 200 Meter und 400 Meter das Halbfinale. 1967 siegte sie bei den Europäischen Hallenspielen in Prag über 400 Meter und gewann Silber über 50 Meter.
Bei den Olympischen Spielen 1968 in Mexiko-Stadt schied sie über 400 m im Halbfinale und über 200 Meter im Vorlauf aus.
Im Jahr darauf wurde sie bei den Europameisterschaften in Athen Fünfte über 400 Meter und Sechste in der 4-mal-400-Meter-Staffel. Auch in der 4-mal-100-Meter-Staffel qualifizierte sie sich für das Finale, trat dort aber mit dem schwedischen Team nicht an.
Bei den Halleneuropameisterschaften 1970 in Wien wurde sie Vierte über 400 Meter. 1971 wurde sie bei den Europameisterschaften in Helsinki Sechste in der 4-mal-400-Meter-Staffel und Achte in der 4-mal-100-Meter-Staffel. Über 400 Meter schied sie im Halbfinale und über 200 Meter im Vorlauf aus.
Bei den Olympischen Spielen 1972 in München erreichte sie über 400 Meter das Viertelfinale. In der 4-mal-100-Meter-Staffel und der 4-mal-400-Meter-Staffel scheiterte sie im Vorlauf.
Fünfmal wurde sie Schwedische Meisterin über 100 Meter (1966, 1968–1971), sechsmal über 200 Meter (1965, 1966, 1968–1970, 1972), sechsmal über 400 Meter (1966, 1968–1972) und einmal im Crosslauf (1967). 1967 wurde sie Schwedische Hallenmeisterin über 60 Meter, 1967 und 1970 über 400 Meter.

## Persönliche Bestzeiten
- 100 m: 11,5 s, 9. Oktober 1966, Oslo
- 200 m: 23,3 s, 16. August 1970, Växjö
- 400 m: 52,8 s, 3. Juli 1970, Zürich